# 郡山市立湖南小学校
郡山市立湖南小学校（こおりやましりつ こなんしょうがっこう）は、福島県郡山市湖南町三代字京塚にある公立小学校。

## 概要
郡山市湖南町の5つの小学校を統合して設立。既存の湖南中学校と敷地を共有しており、公立の学校としては全国で初めて小中一貫教育を行っている。隣接する湖南中学校とともに、郡山市立湖南小中学校と称されることもある。小学1年生からの英語表現教育、小学5年生からの教科担任制の導入、小中校間の交流、冬季のスキー学習など、特色ある教育を行っている。

## 沿革
- 2005年（平成17年）4月1日 - 月形小学校、中野小学校、三代小学校、福良小学校、赤津小学校の5校を統合して設立。

## 通学区域
- 郡山市湖南町全域

## 交通
- JR磐梯熱海駅・上戸駅より会津バス利用湖南中学校前バス停下車